# کنسرت بهترین هر دو جهان
کنسرت بهترین هر دو جهان (به انگلیسی: Best of Both Worlds Concert) اولین آلبوم زنده خواننده آمریکایی ، مایلی سایرس است. این آلبوم شامل یک عدد سی دی آهنگ و یک دی وی دی جایزه است. در آمریکای لاتین این آلبوم شامل یک پوستر منحصربه‌فرد دوطرفه هم می باشد.

## رتبه و فروش
تا پایان ۲۳ ژوئیه ۲۰۰۸ در کل جهان نزدیک به ۷۰۰۰۰۰ نسخه به فروش رفت.
| رتبه (۲۰۰۸)                   | رتبه      | فروش   | گواهینامه |
| ----------------------------- | --------- | ------ | --------- |
| استرالیا                      | ۱۵        | ۳۵۰۰۰  | طلایی     |
| ۴۰ آلبوم برتر برزیل           | ۴         | ۳۰۰۰۰  | طلایی     |
| رتبه آلبوم‌های کانادا          | ۳         | ۴۰۰۰۰  | طلایی     |
| U.S. بیلبورد ۲۰۰              | ۶۰۰۰۰۰    | طلایی  |           |
| U.S. آلبوم‌های برتر اینترنتی   | ۱         |        |           |
| U.S. آهنگ‌های برتر کودک        | ۱         |        |           |
| جدول موسیقی آلبوم‌های بریتانیا | ۲۹        | ۳۳۰۰۰۰ | طلایی     |
| دنیا                          | ۱،۰۰۰،۰۰۰ |        |           |